# Studiolo di Guidobaldo da Montefeltro

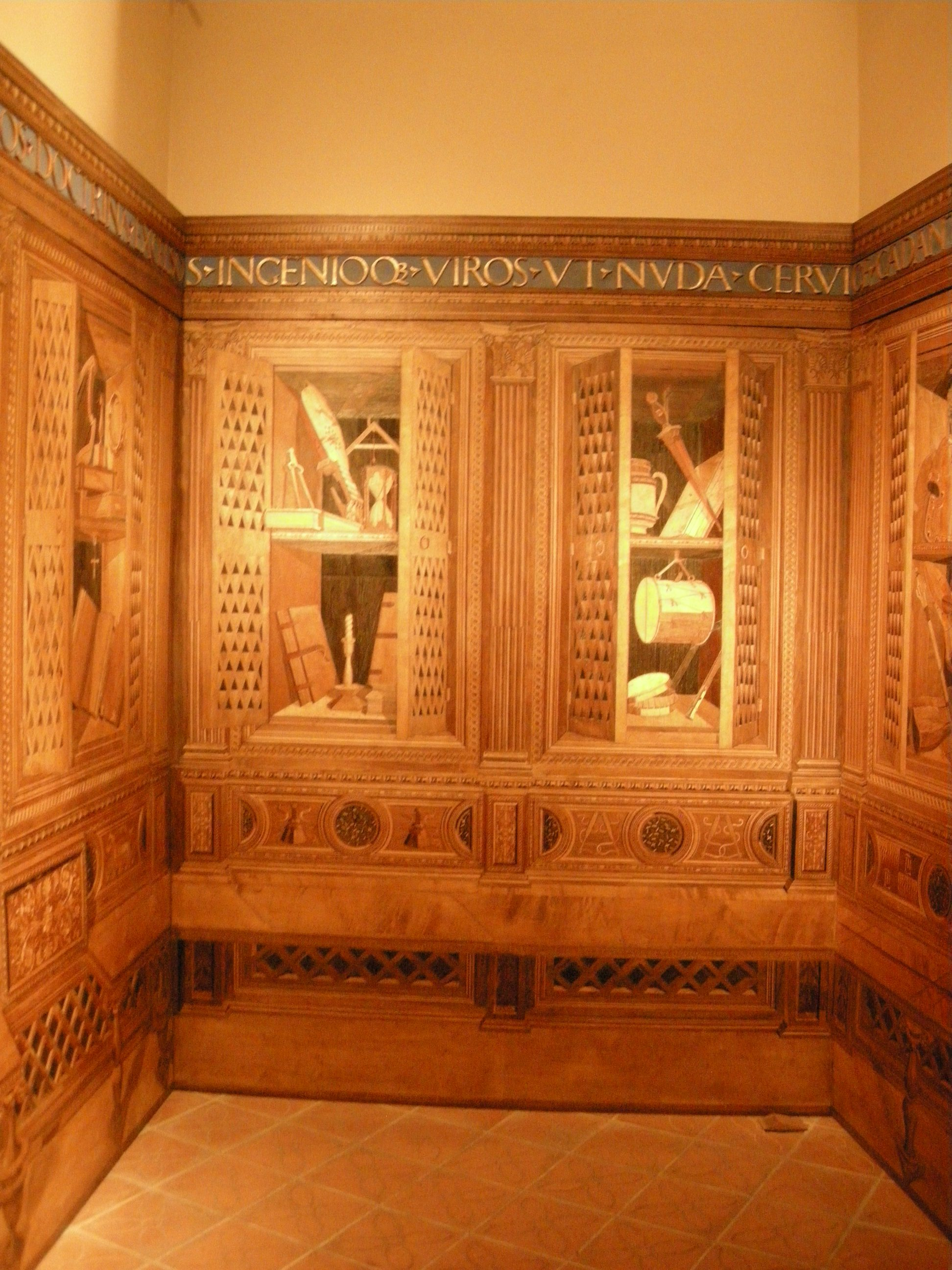
Lo studiolo di Gubbio

Lo Studiolo di Guidobaldo da Montefeltro  era un ambiente di palazzo Ducale a Gubbio e per questo noto anche come Studiolo di Gubbio. Coperto di tarsie sul modello dello studiolo di Federico da Montefeltro, padre di Guidobaldo, nel 1939 venne smantellato e venduto al Metropolitan Museum di New York dove oggi si trova.

## Storia
Lo studiolo di Guidobaldo fu in realtà eseguito dallo stesso Federico da Montefeltro e seguiva di pochi anni quello di Urbino (1473-1476 per il primo, 1479-1482 per il secondo). Sebbene molte siano le affinità vi sono anche alcune differenze, soprattutto nell'atteggiamento del committente: se a Urbino prevaleva un senso celebrativo destinato a sorprendere i visitatori esterni, a Gubbio la decorazione è rivolta a temi più intimistici, legati alle qualità e alle virtù di Federico, quale condottiero, governante, umanista.
Lo studiolo venne costruito subito dopo il palazzo (avviato nel 1470), con tarsie su disegno probabilmente di Francesco di Giorgio. Gli esecutori materiali furono gli intarsiatori della bottega fiorentina di Giuliano da Maiano. Tra i legni usati ci sono noce, pero, ciliegio, acero, pioppo, quercia, gelso, fusaggine.
Fu completato dopo la morte di Federico (1482), a cui sembra alludere la tarsia con lo specchio tondo appeso sopra un leggio, in cui sono riportate le lettere G.BALDO.DUX fra le lingue di fuoco di Federico, chiaro riferimento all'eredità del titolo del giovane Guidobaldo dopo la morte del padre. Poco sotto si vede sul leggio un manoscritto dell'Eneide aperto al libro X (versi 457-90), dove è descritto il combattimento di Turno e Pallante, con quest'ultimo che soccomberà come predetto da Giove. Il passo venne scelto per la riflessione sulla caducità del tempo:
Omnibus est vitae: sed famam extendere factis,

Hoc virtutis opus.»
Della vita per tutti: gloria allargar con le azioni,

questo ottiene virtù.»
(Eneide X, 467-469)
Fino al 1874 lo studiolo rimase nella sua sede originaria, per venire poi smontato e venduto, nel 1879, al principe Filippo Massimo Lancellotti, che lo portò nella sua villa di Frascati. Rimase nella collezione Lancellotti fino a quando i discendenti, nel 1937, lo vendettero ad Adolph Loewi, residente a Venezia. Due anni dopo fu infine acquistato dal museo newyorkese, nel 1939. Se oggi può apparire controversa l'uscita dal territorio nazionale di un'opera di tale portata storica e artistica, si deve tener conto che appena quattro anni prima era andata dispersa la collezione Barberini coi suoi tanti capolavori: proprio a fronte di tali perdite vennero poco tempo dopo varate nuove e più stringenti leggi sull'esportazione di opera d'arte e sullo smantellamento di collezioni storiche.

## Le tarsie

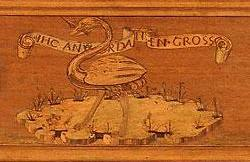
Struzzo

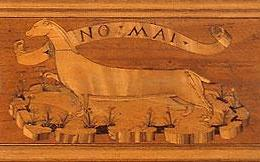
Ermellino

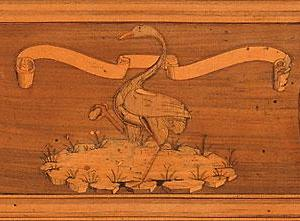
Gru

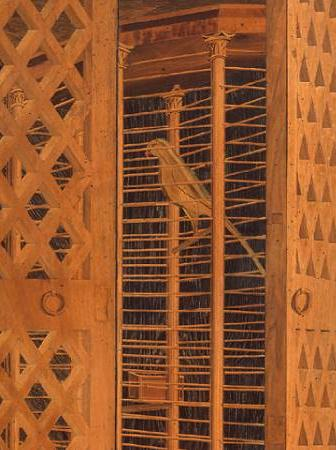
Pappagallino

Un'iscrizione latina corre in alto lungo il fregio dello studiolo (riprendendo il motivo del cortile di Palazzo Ducale di Urbino), che tradotta significa "Guardate come gli eterni studenti della venerabile madre, uomini eminenti per cultura e genio, si inchinano con collo nudo e ginocchia piegate davanti all'immagine della loro madre. La loro reverenda pietà prevale sulla giustizia e non si pentono per aver ceduto alla loro madre adottiva". La "madre" a cui si riferisce l'iscrizione è forse la Matematica o la Geometria.
Gli scomparti delle tarsie rivelano alcuni stipi e armadietti colmi di oggetti legati alle arti, alla musica e allo studio. Si riconoscono, tra gli altri, un pendolo e una squadra appesi a un piolo, un compasso e una cetra appoggiati su un libro ed una clessidra, strumenti legati alla misurazione ed al calcolo delle proporzioni che tanta attenzione ebbero presso la corte urbinate. In un altro stipo si vede rappresentato invece il monile dell'Ordine della Giarrettiera di cui Federico fu insignito, mentre altrove sono raffigurati cinque pezzi di armatura, allusivi al mestiere delle armi del committente: un paio di gambali (parastinchi), un paio di speroni, una mazza, un paio di guanti di ferro, e un elmo con l'aquila dei Montefeltro.
Numerosi sono anche i simboli e emblemi araldici di Federico, come lo struzzo che tiene nel becco una punta di lancia e la scritta in tedesco "Posso inghiottire un grande ferro", da intendere come resistenza alle avversità; oppure l'ermellino circondato dal fango con la scritta "NO MAI", che allude alla leggenda secondo cui l'ermellino preferisse morire piuttosto che macchiare la propria candida pelliccia, da intendere come simbolo di purezza ed integrità; la gru con la zampa all'insù e con una pietra negli artigli, che allude alla vigilanza, intesa come virtù del comandante militare; le lingue di fuoco col monogramma F[ederico] D[ux] in caratteri gotici, simbolo delle fiamme d'amore del gruppo di giovani veneziani che si definivano "Gli infiammati" di cui Federico fece parte; un pappagallo con le ali verdi ed il becco rosso in una gabbia che contiene una scatola di semi, simbolo di lussuria domata.

## Galleria di immagini

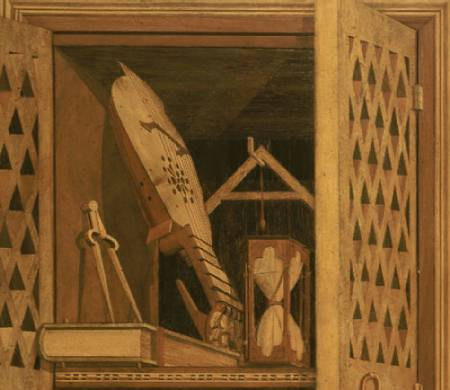
Strumenti musicali
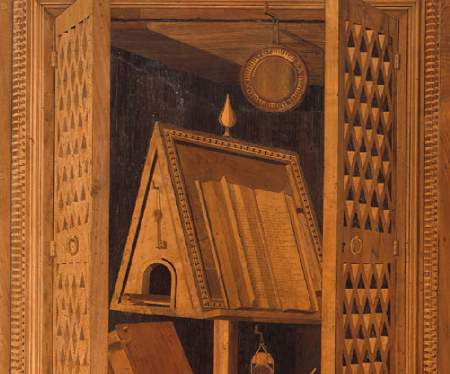
Il leggio con la pagina dell'Eneide
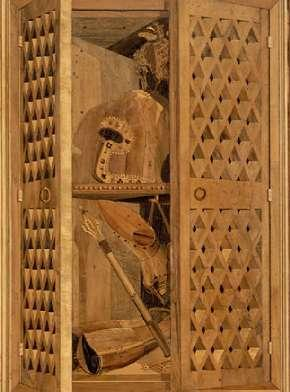
Armi
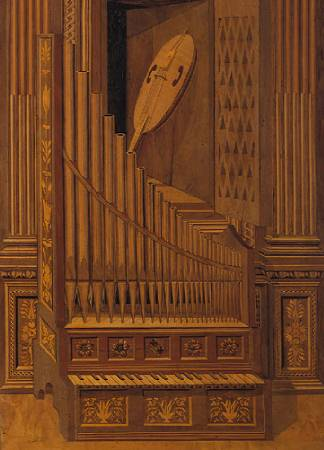
Organo portatile e viola
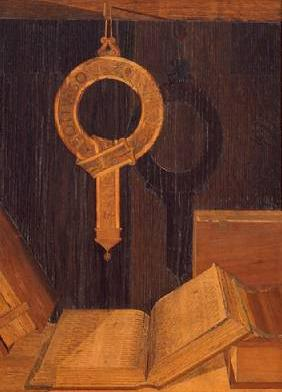
L'Ordine della Giarrettiera conferito a Federico da Montefeltro ed un libro aperto